# Blue Springs (Missouri)
Blue Springs ist eine Stadt im Jackson County im Westen des US-amerikanischen Bundesstaates Missouri. Bei der Volkszählung im Jahr 2020 hatte Blue Springs 58.603 Einwohner.
Die Stadt ist ein Vorort von Kansas City und damit auch Bestandteil der Metropolregion Kansas City.

## Geografie
Blue Springs liegt auf  39°1'4" nördlicher Breite und 94°16'28" westlicher Länge und erstreckt sich über 42,2 km², die nahezu ausschließlich aus Landfläche bestehen. Die Stadt liegt im westlichen Vorortbereich von Kansas City rund 25 km südlich des Missouri River. Die Grenze zum benachbarten Bundesstaat Kansas liegt rund 30 km westlich von Blue Springs.
Durch Blue Springs führt eine Bahnlinie der Union Pacific, die von Kansas City nach Osten verläuft. Durch die nördlichen Randbezirke von Blue Springs führt die in Ost-West-Richtung verlaufende Interstate 70, die auf ihrem durch Missouri führenden Abschnitt mit Kansas City und St. Louis die beiden größten Städte des Staates verbindet. Parallel dazu verläuft der U.S. Highway 40 durch das Stadtzentrum.
Am südwestlichen Stadtrand von Blue Springs liegt der Lake Jacomo, ein knapp 4 Quadratkilometer großer Stausee.

## Demografische Daten
Nach der Volkszählung im Jahr 2010 lebten in Blue Springs 52.575 Menschen in 19.305 Haushalten. Die Bevölkerungsdichte betrug 1116,2 Einwohner pro Quadratkilometer.
Ethnisch betrachtet setzte sich die Bevölkerung zusammen aus 87,6 Prozent Weißen, 6,2 Prozent Afroamerikanern, 0,5 Prozent amerikanischen Ureinwohnern, 1,2 Prozent Asiaten sowie aus anderen ethnischen Gruppen; 3,1 Prozent stammten von zwei oder mehr Ethnien ab. Unabhängig von der ethnischen Zugehörigkeit waren 5,0 Prozent der Bevölkerung spanischer oder lateinamerikanischer Abstammung.
In den 19.305 Haushalten lebten statistisch je 2,82 Personen.
27,9 Prozent der Bevölkerung waren unter 18 Jahre alt, 62,7 Prozent waren zwischen 18 und 64 und 9,4 Prozent waren 65 Jahre oder älter. 51,5 Prozent der Bevölkerung war weiblich.

Das jährliche Durchschnittseinkommen eines Haushalts lag bei 70.097 USD. Das Prokopfeinkommen betrug 28.309 USD. 6,6 Prozent der Einwohner lebten unterhalb der Armutsgrenze.

## Wirtschaft
| Arbeitgeber                         | Arbeitnehmer |
| ----------------------------------- | ------------ |
| Blue Springs School District        | 2.050        |
| St. Mary’s Hospital of Blue Springs | 550          |
| Hy-Vee                              | 500          |
| Fike Corporation                    | 458          |
| Price Chopper Supermarkets          | 352          |
| Walmart                             | 340          |
| City of Blue Springs                | 309          |
| Faurecia                            | 300          |
| Target Corporation                  | 300          |
| Kohl’s                              | 225          |